# Andriana
Andriana es un género de plantas  pertenecientes a la familia Apiaceae. Comprende 3 especies descritas y aceptadas.

## Taxonomía
El género fue descrito por Ben-Erik van Wyk y publicado en Taxon 48: 739. 1999.

## Especies
A continuación se brinda un listado de las especies del género Andriana aceptadas hasta septiembre de 2012, ordenadas alfabéticamente. Para cada una se indica el nombre binomial seguido del autor, abreviado según las convenciones y usos.
- Andriana coursii (Humbert) B.-E.van Wyk
- Andriana marojejyensis (Humbert) B.-E.van Wyk
- Andriana tsaratananensis (Humbert) B.-E.van Wyk